# Brendelite
La brendelite è un minerale.

## Etimologia
Il nome è in onore di Christian Friedrick Brendel (1776-1861), ispettore minerario tedesco